# Río Uchan-su
El río Uchan-su (en ruso: Уча́н-Су; en ucraniano: Учан-Су; en tártaro de Crimea, Uçan Suv) es un corto río costero que discurre por la vertiente meridional de la península de Crimea, y desemboca en el mar Negro en el centro de la ciudad de Yalta. El nombre se traduce del idioma tártaro de Crimea como «aguas veloces». 
La península de Crimea es administrada por Rusia desde 2014 y reclamada por Ucrania, este último cuenta con el reconocimiento internacional mayoritario.
El río nace a los pies del Ai-Petri, fluye a través de una garganta y luego, a una distancia de 2 km de la fuente forma la cascada de Uchan-su, ubicada a una altitud de 390 m s. n. m. y está formada por varios niveles (la altura de la cascada es de 98 metros).
El agua del río se usa ampliamente como suministro de agua dulce y para la irrigación.